# La sopera
La sopera (La Soupière en su título original) es una obra de teatro escrita por el autor francés Robert Lamoureux y estrenada en 1971. En su estrenó en Francia, protagonizada por el propio autor y Françoise Rosay, superó las 2000 representaciones.

## Argumento
Paul Dubard, junto a su esposa Nicole y su hija Brigitte, visita a su anciana tía Catherine. Las intenciones de Paul no son tanto interesarse por su familiar, cuanto por la gran fortuna que ésta posee. Paul necesita dinero para sacar adelante su arruinada empresa de grifería. En sus pretensiones, el sobrino encuentra una aliada inesperada, Nanette, la nueva asistenta de Catherine, que ejerce como tal solo a modo de tapadera.

## Personajes
- Catherine.
- Paul.
- Brigitte.
- Nanette.
- Jean Pierre.
- Gastón.
- El inspector.
- Louis.

## Versión en castellano
Adaptada por Juan José Arteche, la obra se estrenó el 23 de septiembre de 1972 en el Teatro Club de Madrid, corriendo la interpretación a cargo de Manolo Gómez Bur (Paul), Aurora Redondo (Catherine), Conchita Núñez (Nanette), Venancio Muro, María Saavedra, Jaime Segura y Enrique Closas. La obra superó los dos años en cartel y las 1000 representaciones.
Se repuso en 1981 en el Teatro Cómico de Madrid, con dirección de Ángel Fernández Montesinos, y con Cassen en el papel de Paul, Lili Murati en el de Carherine y Luisa Fernanda Gaona en el de Nanette. Restrenada una vez más en 1998, en el Teatro Alcázar de Madrid, con Pedro Osinaga (Paul), Queta Claver, Adela Armengol, Ricardo Arroyo, Francisco Benlloch y Silvia Gambino, todos ellos dirigidos por Manuel Canseco.
El 3 de enero de 1984 Televisión española, emitió una adaptación para la pequeña pantalla en el espacio La comedia, realizada por Eugenio García Toledano y protagonizada por Gómez Bur, Montserrat Salvador, Fedra Lorente, Lola Lemos, Pepe Ruiz, Concha Tejada, Pablo del Hoyo, Carlos Piñeiro y Manuel San Román.